# Дёринг, Вернер
Вернер Дёринг (нем. Werner Döring; 2 сентября 1911 года, Берлин - 6 июня 2006 года, Маленте, Германия) - немецкий физик-теоретик в университете Гамбурга. 

## Биография
Вернер Деринг учился в Штутгарте.
В 1936 году защитил докторскую диссертацию по теоретической физике в Берлине. 
После обучения он стал частным лектором в Геттингене в 1939 году и доцентом в университете Познани в 1942 году.
После Второй мировой войны он вернулся в Геттинген в качестве ассистента Беккера, а с 1946 года преподавал теоретическую физику в Брауншвейге. 
С 1949 года он был профессором в Гиссене, в течение одного года работал в немецко-французском научно-исследовательском институте в Сен-Луи (совместно с Г. Шарденом). 
В 1961 году в исследовательской лаборатории IBM в Цюрихе. 
С 1963 года до своей отставки в 1977 году он был профессором в университете Гамбурга. Его основным интересом была теория магнетизма. Его учебники по теоретической физике повлияли на несколько поколений студентов. 
Сегодня его помнят за теорию зарождения жидких капель в твердом теле Беккера- Дёринга (в физике конденсированных сред) и детонационную модель Зельдовича-фон Неймана-Дёринга (в применении к взрывчатым веществам)

## Избранные публикации
- Р. Беккер, В. Дёринг, Kínetische Behandlung der Keimbildung in übersättigten Dämpfen, Annalen der Physik 24, 719 (1935)
- Р. Беккер, В. Дёринг, Ферромагнетизм, Берлин, Спрингер, 1939
- W. Döring, Einführung in The теоретический физик (Sammlung Göschen; Fünf Bände: Mechanik, Electrodynamik, Optik, Thermodynamik, Statistische Mechanik), Берлин, 1957
- W. Döring, Einführung in Quantenmechanik, Vandenhoeck & Ruprecht, Göttingen 1962
- W. Döring, Mikromagnetismus, в: Handbuch der Physik, S. Flügge Ed., Bd. XVIII / 2, 1966
- W. Döring, Точечные особенности в микромагнетизме, J. Appl. Phys. 39, 1006 (1968)
- W. Döring, Atomphysik und Quantenmechanik (группа 1: Грундлаген - Берлин: Де Грюйтер, 2. verbesserte Auflage 1981, ISBN 3-11-008199-7  ; Группа 2: Die allgemeinen Gesetze, то же, 1976, ISBN 3-11-004590-7  ; Группа 3: Anwendungen, Ditto, 1979, ISBN 3-11-007090-1)